# 宮益坂地区再開発

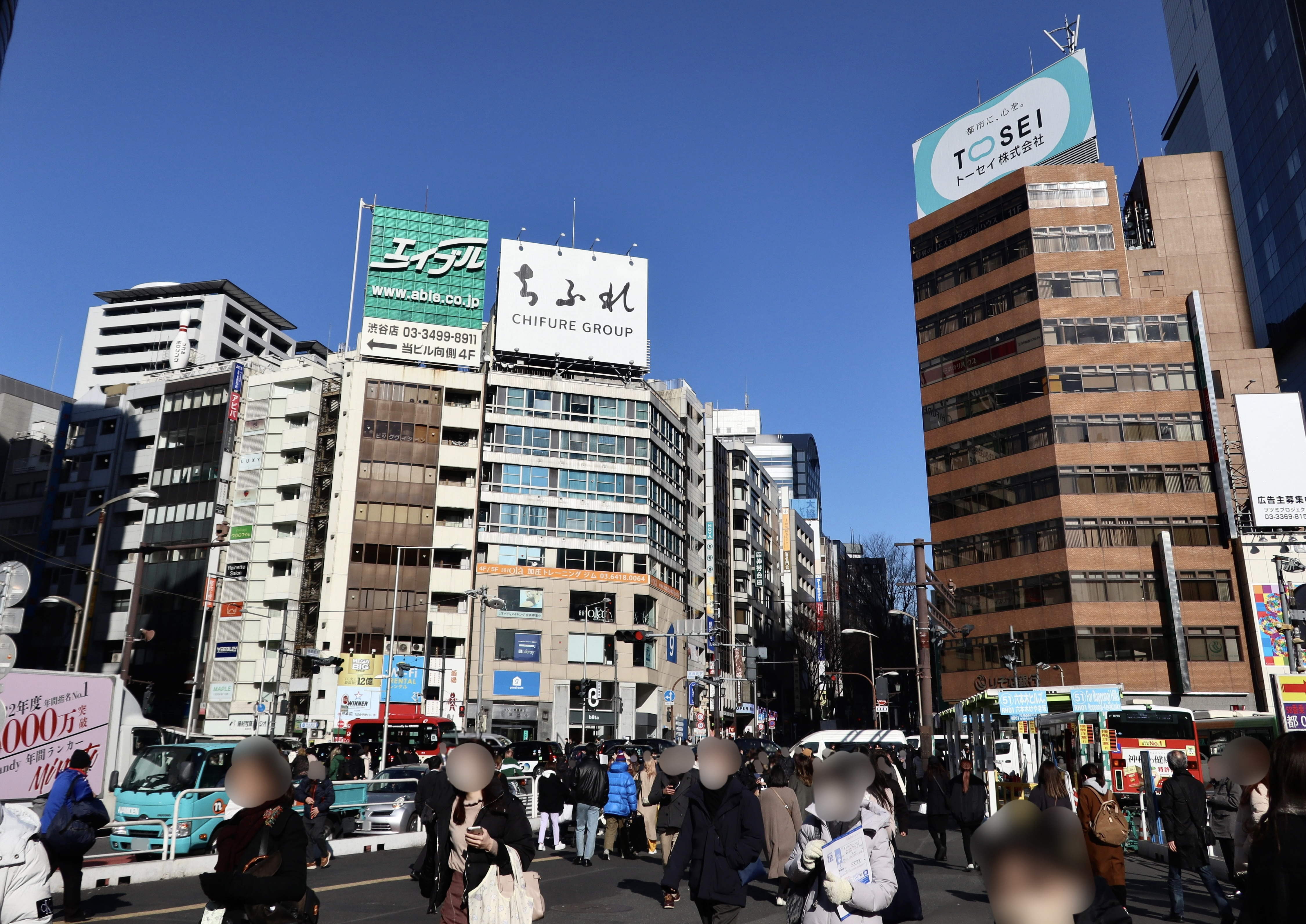
再開発前の計画地（2023年2月）

宮益坂地区再開発（みやますざかちくさいかいはつ）は、東京都渋谷区渋谷一丁目及び二丁目（宮益坂地区）にある都市再開発計画。区域面積は約1.4ha、総敷地面積は約10,870m²、総延床面積は約200,800m²。

## 概要
再開発地区はA、B、C街区に分かれており、A街区には地上33階、地下3階、高さ約180m、B街区には地上7階、地下2階、高さ約60mのビル、C街区には神社等の建設が計画されている。また、大山街道（宮益坂）で隔てられているΑ街区とB街区は上空通路で結ばれる他、地下にはアーバン・コアと一体となった地下広場が整備される予定。
事業主は宮益坂地区市街地再開発準備組合であり、事業協力者は東急とヒューリック。
2023年4月12日に東京都市再生プロジェクト（東京圏国家戦略特別区域）の特定事業として認定され、東京都と渋谷区から都市計画決定の告示を受けた。
2025年4月30日をもって、東京都が宮益坂地区市街地再開発組合の設立を認可することが、4月28日に明らかにされた。

## 再開発反対活動

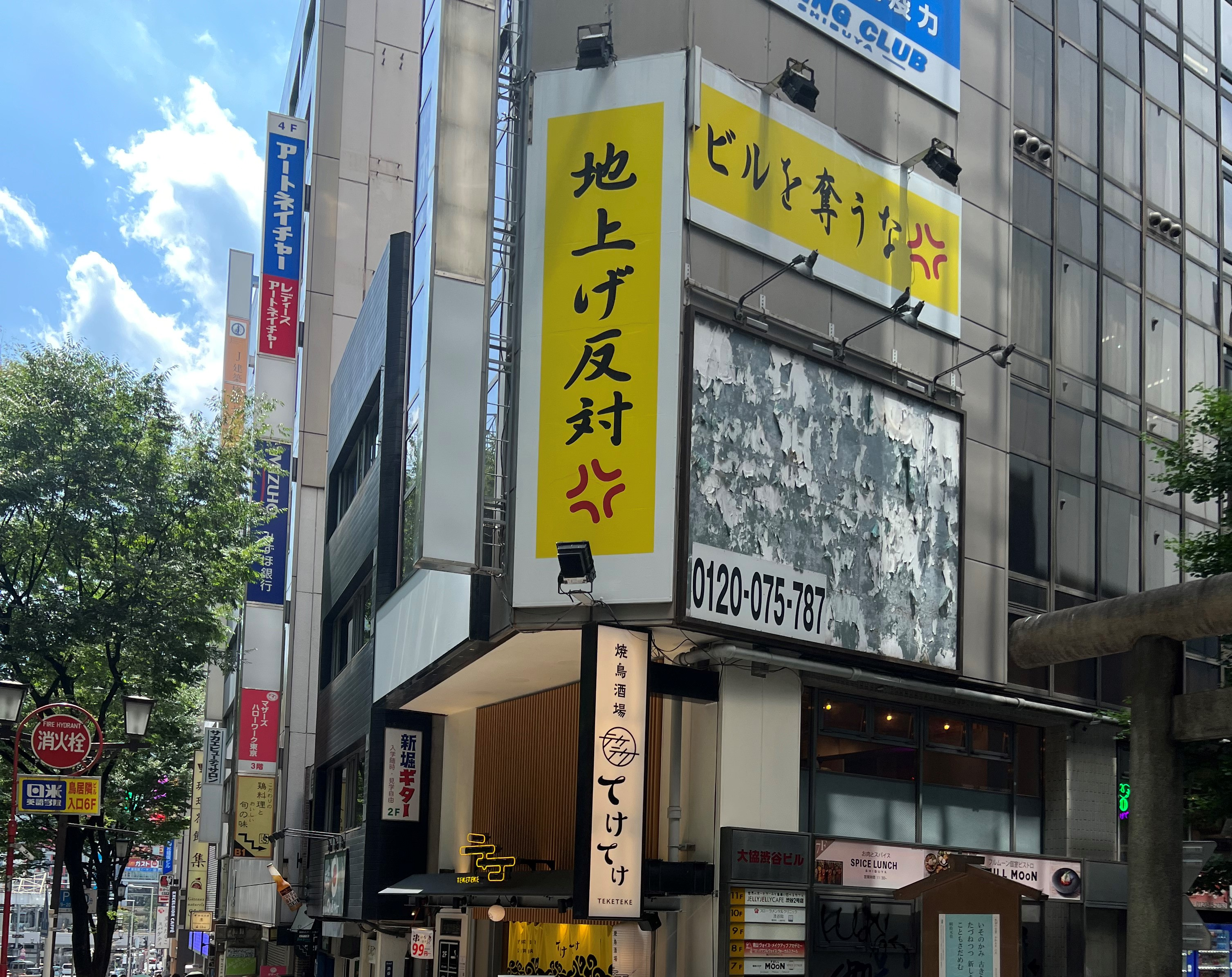
宮益坂地区内で再開発に反対の意思を表明している看板

この再開発に関しては反対活動が行われていて、その活動として再開発地域内において、テナントビルの看板で反対の意思を表明しているものが2023年7月19日時点で確認できたが、2025年4月末時点では活動が確認できず、反対活動は収束している。